# Championnats d'Afrique de cross-country 1985
Navigation
Le Cap 2011
Les Championnats d'Afrique de cross-country 1985 se déroulent le 16 février 1985 à Nairobi, au Kenya.
Les coureurs du Maghreb renoncent à participer, n'étant pas entraînés à courir en altitude. Neuf nations participent à ces championnats : la Côte d'Ivoire, Djibouti, le Lesotho, l'Ouganda, la Somalie, la Tanzanie, le Zimbabwe et le Kenya, pays hôte.

## Podiums

### Individuel
| Épreuve        | Or                               | Argent                             | Bronze                               |
| -------------- | -------------------------------- | ---------------------------------- | ------------------------------------ |
| Seniors hommes | Paul Kipkoech (KEN) 35 min 34 s  | Andrew Masai (KEN) 36 min 2 s      | Joshua Kipkemboi (KEN) 36 min 11 s   |
| Seniors femmes | Hellen Kimaiyo (KEN) 16 min 57 s | Marcelina Cheboi (KEN) 17 min 40 s | Florence Mwangechi (KEN) 17 min 48 s |
| Juniors hommes | Peter Rono (KEN)                 | Jeremiah Chelego (UGA)             | Samuel Okemwa (KEN)                  |

### Par équipes
| Épreuve        | Or             | Argent            | Bronze             |
| -------------- | -------------- | ----------------- | ------------------ |
| Seniors hommes | Kenya (21 pts) | Ouganda (83 pts)  | Tanzanie (141 pts) |
| Seniors femmes | Kenya (10 pts) | Tanzanie (40 pts) | Ouganda (44 pts)   |
| Juniors hommes | Kenya (10 pts) | Ouganda (46 pts)  | Tanzanie (48 pts)  |